# 佳里興
佳里興是位在臺灣臺南市佳里區的一個聚落，位置大約在佳里區市區與學甲區中間，範圍包括今日的佳化里與佳興里。曾為清朝初期的諸羅縣治，另據說也是明鄭的天興縣治。

## 歷史
佳里興在明鄭時期仍是濱海地帶，據說是當時的天興縣縣治；為此臺南縣政府於1983年在震興宮廟埕立碑紀念，但天興縣治是否確實在此學界仍未有定論。在1684年清朝統治早期也設有諸羅縣典史衙門、佳里興巡檢司衙門與北路參將衙門，即是諸羅縣治所在，至1704年或1701年左右才移至諸羅山。
日治時期1920年行政區改制後，在臺南州北門郡佳里街轄有佳里興大字。1916年所設立的佳里興公學校，即今日的佳興國民小學。同時校內也設有「佳里興國語講習會」，短期講授日語等，設立者是高文瑞。1933年時，佳里興有人口4,130人。在西來庵事件中亦有受到波及，平定之後其犯眾示眾遊街的地點即包含此處。

## 設施

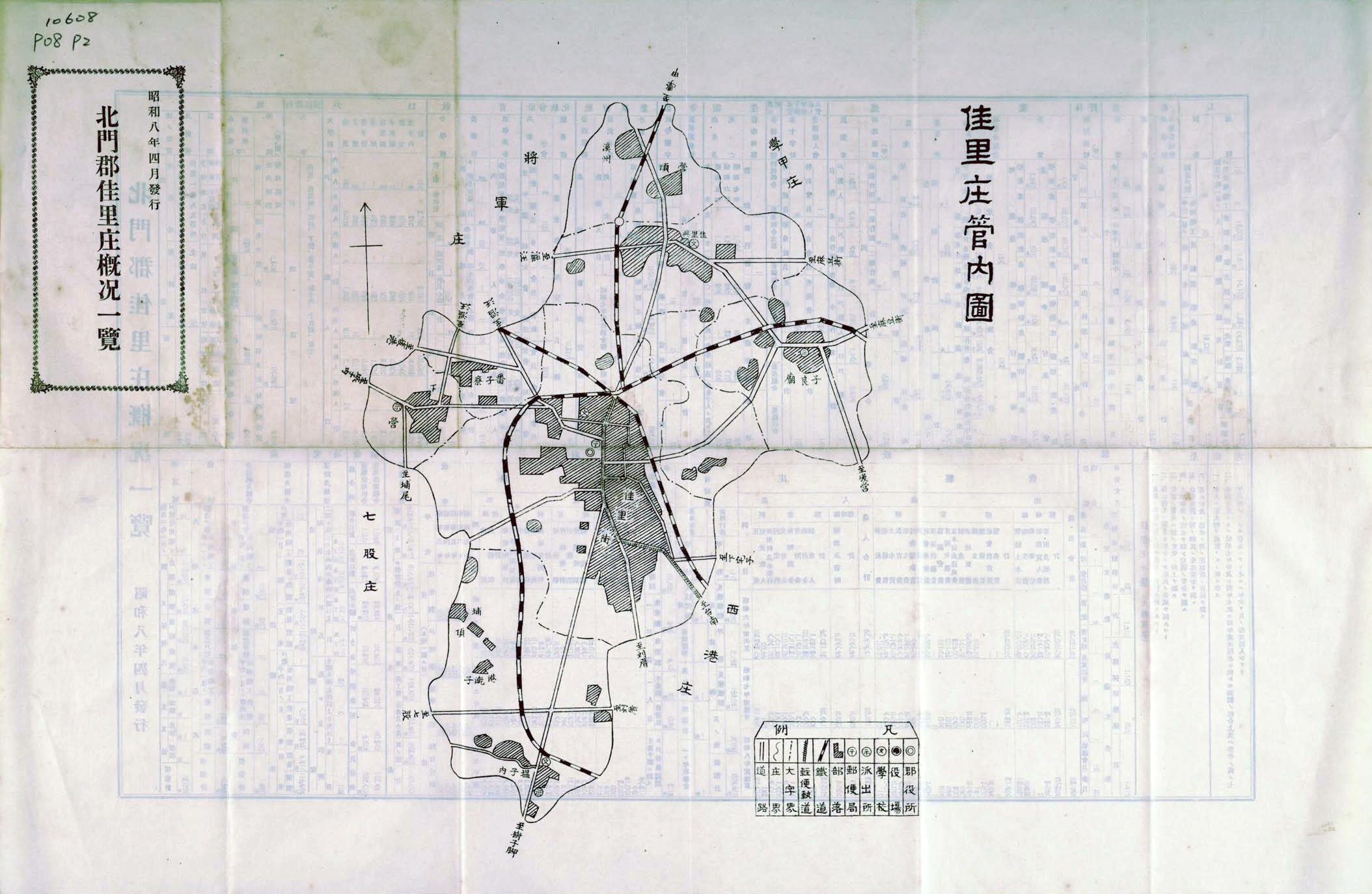
昭和八年（1933年）的佳里庄管內圖，可見佳里興聚落位於佳里庄北部。

- 臺南市佳里區佳興國民小學
- 臺南市立佳興國民中學
- 佳里興震興宮
- 古天興縣治紀念碑
- 佳里警分局佳興派出所

## 交通
通過佳里興的公路有：
- 省道：
  - 台19線：北往學甲區，南往佳里市區。

- 鄉道：
  - 南24線：西往將軍區，東接縣道171號往麻豆區。
  - 南47線：以佳里興佳化里為起點往南。
  - 南51線：以佳里興佳化里為起點往南。

- 鐵路
  - 臺灣糖業隆田線：佳里興車站（1980年全線廢止）

- 其他

佳里興是往台南市知名的馬沙溝海水浴場主要必經之地，雖前已稍微沒落，但每到夏天欲前往馬沙溝、青鯤鯓等濱海景點，途經人車會增多，甚至會出現塞車的情景。

## 名人
- 郭水潭：文學家。出生於佳里興，台灣日治時期鹽分地帶文學的代表人物之一，與吳新榮等人合稱「北門七子」。